# Araújo (Uruguay)
Pour les articles homonymes, voir Araújo (homonymie).
Araújo est une localité uruguayenne du département de Paysandú, rattachée à la municipalité de Lorenzo Geyres.

## Localisation
La localité se situe à l'ouest du département de Paysandú, entre l’ arroyo Quebracho Grande et l' arroyo Araújo. On y accède par un chemin vicinal depuis le kilomètre 410 de la route 3, dont elle est distante de 12 km.

## Population
| 2004 | 2011 |
| ---- | ---- |
| -    | 34   |

## Source
- (es) Cet article est partiellement ou en totalité issu de l’article de Wikipédia en espagnol intitulé « Araújo (Uruguay) » (voir la liste des auteurs).